# 小池利和
小池 利和（こいけ としかず、1955年10月14日 - ）は、日本の実業家、ブラザー工業株式会社代表取締役社長を経て、同社代表取締役会長。

## 略歴
愛知県一宮市出身。父親の一族が小池毛織を経営していた。滝高等学校を経て、1979年（昭和54年）3月、早稲田大学政治経済学部経済学科を卒業、翌4月にブラザー工業に入社。1982年（昭和57年）よりブラザーインターナショナルコーポレーション (U.S.A) に出向し、1992年（平成4年）10月には同社の取締役に就任、その後取締役社長、取締役社長兼CEOを歴任する。米国でプリンター事業の拡大や南米の販売会社の再建を成功させる。
2005年（平成17年）に帰国し、2007年（平成19年）6月よりブラザー工業の代表取締役社長に就任した。2018年（平成30年）6月よりブラザー工業の代表取締役会長に就任した。

## 出演
- 日経スペシャル カンブリア宮殿 新分野に挑戦し続けろ ～これが21世紀の多角化経営だ！～（2012年1月19日、テレビ東京）[7]
- 先人たちの底力 知恵泉（2015年8月25日、NHK）

## 書籍

### 関連書籍
- 『「解」は己の中にあり 「ブラザー小池利和」の経営哲学60』（著者:高井尚之）（2012年3月24日、講談社）ISBN 9784062175340